# François Nadin
Pour les articles homonymes, voir Nadin (homonymie).
François Nadin, né en 1970, est un acteur suisse. Ses parents sont des émigrés italiens originaires de la région du Frioul.

## Biographie
Après des études au Conservatoire de Lausanne, François Nadin débute en 1996 avec Hervé Loichemol et André Steiger. Il joue Pirandello, Kleist, Brecht, Molière, Jarry, Duras, etc..
Il poursuit notamment son chemin à Vidy avec Gérard Desarthes, puis Brigitte Jaques, qui le choisit pour interpréter Matamore dans L'Illusion comique de Corneille et plusieurs comédies de Plaute à la Cartoucherie
Il sera ensuite Arlequin piégé par la logique de classe, dans Le Jeu de l'amour et du hasard, cruelle mécanique marivaudienne mise en scène par Jean Liermier, au Théâtre de Carouge. Séducteur rattrapé par l'amour dans Cymbeline, joyau shakespearien ciselé par Frédéric Polier dans la Tour vagabonde à l'Orangerie, il poursuit son parcours et jouera Pinter, Crimp, Strindberg, etc..
La création de Frankenstein, en 2012, marque sa rencontre avec Fabrice Melquiot, qui le dirigera ensuite dans le bouleversant Le hibou, le vent et nous. Claude Vuillemin fera de lui un jaloux compulsif dans Irrésistible, comédie de Fabrice Roger-Lacan, virevoltant entre provocation mordante et angoisse dévorante. Après On ne paie pas, truculente comédie de Dario Fo, il endosse, à l’invitation de Joan Mompart, le costume de Mackie Messer dans L’Opéra de quat sous
En 2022, Fabrice Melquiot plonge dans ses racines calabraises et écrit pour lui un seul en scène, La Truelle, qui esquisse le portrait d'une région, d'un pays gangrené depuis la fin du XIXe siècle par la Mafia. Un voyage immobile à travers des terres arides, l’enfance, le temps et l'histoire

## Théâtre
- 2024 : La Crise de Coline Serreau mise en scène de Jean Liermier Théâtre de Carouge
- 2022/ 23 : La Truelle de Fabrice Melquiot Théâtre Molière Sète ( Création et tournée )
- 2021 : Win-Win ( Nos armes ) de Yan Walther
- 2019 : Mysoginie à part Spectacle musical Textes Georges Brassens
- 2018 : Le mariage de Figaro de Beaumarchais mis en scène par Joan Mompart
- 2018 : Moule Robert de Martin Bellemare mis en scène par Joan Mompart
- 2018 : Macbeth de William Shakespeare, mise en scène Valentin Rossier
- 2017 : La Comédie des Erreurs de William Shakespeare, mise en scène Matthias Urban
- 2016 : L'Opéra de quat'sous de Bertolt Brecht, mise en scène Joan Mompart, Malakoff
- 2014 : Irrésistible de Fabrice Roger-Lacan, mise en scène Claude Vuillemin
- 2013 : Le vent, le hibou et nous, de Fabrice Melquiot, Théâtre Am Stram gram
- 2013 : On ne paie pas, On ne paie pas ! (Faut pas payer !), de Dario Fo, mise en scène Joan Mompart
- 2012 : Frankenstein, de Fabrice Melquiot, mise en scène Paul Desveaux
- 2011 : La Campagne, de Martin Crimp, mise en scène de Philippe Lüscher, Poche
- 2010 : Les vieilles Malles, mise en scène de Camille Giacobino, théâtre de l'Orangerie à Genève
- 2009 : Le Jeu de l’Amour et du Hasard, mise en scène Jean Liermier, TGP
- 2009 : Cymbeline, mise en scène de Frédéric Polier, Tour vagabonde Orangerie.
- 2008 : Le Jeu de l’Amour et du Hasard, mise en scène Jean Liermier, Théâtre de Carouge
- 2008 : Le Songe d’une Nuit d’Été, mise en scène Frédéric Polier, Orangerie à Genève
- 2007 : Celebration de Harold Pinter, mise en scène Valentin Rossier théâtre Vidy à Lausanne
- 2007 : Antilopes de Henning Mankell, mise en scène Lorenzo Malaguerra
- 2007 : La Mère et l’Enfant se portent bien de Olivier Chiachiari, Théâtre de Poche à Genève
- 2007 : Mephisto, mise en scène Anne Bisang, Comédie de Genève
- 2005 : La Chanson de Roland, mise en scène de Brigitte Jaques, Auditorium du Louvre
- 2004 : L’Illusion comique de Corneille, mise en scène Brigitte Jaques, Comédie de Genève
- 2003 : L’Obscurite du Dehors, Juan Cocho, Cité Universitaire
- 2003 : La Marmite de Plaute, mise en scène Brigitte Jaques-Wajeman, la Cartoucherie de Vincennes
- 2002-2003 : Pseudolus, le truqueur d'après Plaute, mise en scène Brigitte Jaques, Musée du Louvre - Cartoucherie
- 2001 : Poil de Carotte de Jules Renard, mise en scène Gérard Diggelman, Lausanne
- 2000 : Dom Juan de Molière, mise en scène Brigitte Jaques, Odéon + Tournée
- 1999 : Le Square de Marguerite Duras, mise en scène Daniel Carel, Théâtre 2:21 à Lausanne
- 1999 : Électre de Jean Giraudoux, mise en scène Gérard Desarthe, théâtre Vidy à Lausanne
- 1999 : Sorcières de J.Pasquier, mise en scène Anne Bisang, Comédie de Genève
- 1998 : Dom Juan de Molière, mise en scène Brigitte Jaques, Comédie de Genève
- 1998 : Une Lune pour les Déshérites d’E. O’neil, Cie Voeffray-Vouilloz, Lausanne
- 1997 : Ubu Roi d'Alfred Jarry, mise en scène Nicolas Rosier, Festival de la Bâtie (et Arsenic), Genève
- 1997 : L’histoire du Soldat de C-F. Ramuz, direction Armin Jordan, Victoria Hall, Genève
- 1997 : La Petite Catherine de Kleist, mise en scène Hervé Loichemol, Comédie de Genève
- 1996 : Père de A. Strindberg, mise en scène Martine Charlet Arsenic, Lausanne
- 1996 : Le Café ou l’Écossaise de Voltaire, mise en scène Hervé Loichemol, Châtelard, Ferney-Voltaire
- 1995 : Abraham Sacrifiant de T. de Bèze, mise en scène Hervé Loichemol, Châtelard, Ferney-Voltaire
- 1995 : La Décision de Bertolt Brecht, mise en scène Hervé Loichemol, Châtelard, Ferney-Voltaire

## Filmographie
- 2017 : Quartier des Banques de Fulvio Bernasconi RTS RTBF
- 2010 : La Cité de Kim Nguyen : Soldat Christian Deroche
- 2006 : Du bruit dans le tête de Vincent Pluss
- 2006 : Les Bronzés 3 : Amis pour la vie de Patrice Leconte
- 2004 : Les États-Unis d'Albert d'André Forcier
- 2003 : Hildes Reise de Christof Vorster
- 2002 : On dirait le Sud de Vincent Pluss, prix du cinéma de suisse